# 오카가키정
오카가키정(일본어: 岡垣町 오카가키마치[*])은 일본 후쿠오카현 기타큐슈 지구를 구성하는 온가군의 정이다.

## 지리
후쿠오카현 북부의 기타큐슈시(고쿠라키타구)에서 서쪽으로 약 30km, 후쿠오카시에서 북동쪽으로 약 40km 떨어진 곳에 위치한다.
기타큐슈시와 30km, 후쿠오카시와 40km 떨어진 비교적 가까운 곳에 있어 기타큐슈시·후쿠오카시의 베드타운이며, 기타큐슈 도시권을 구성하는 발전이 현저한 정이다. 주변의 온가군은 물론이고 일찍이 온가군에 속하던 기타큐슈시 야하타니시구·야하타히가시구와의 관계는 특히 친밀하다. 2000년 국세조사에서는 기타큐슈 도시권의 10% 통근권에 속하고 후쿠오카 도시권의 5% 통근권에 속하고 있다. 또 무나카타시와의 관계가 매우 긴밀하고 경제적으로 상호의존하고 있다. 2005년 국세조사에서는 인구로 미즈마키정을 제치고 온가군에서 가장 인구가 많은 정이 되어 집합주택과 맨션 등의 건설이 진행되고 있다. 정역 북부는 히비키나다와 접하고 있어 정역 서부의 무나카타시와의 경계부에는 무나카타 4총으로 불리는 300~400m급 산들이 늘어서 있다.

### 인접한 자치체
- 무나카타시
- 온가군 온가정, 아시야정

## 역사
- 1907년 10월 1일 - 온가군 오카가타촌, 야하기촌이 합병해 오카가키촌이 되었다.
- 1962년 10월 1일 - 오카가키촌이 정으로 승격해 오카가키정이 되었다.

## 교통

### 철도
- 규슈 여객철도 가고시마 본선

### 도로
- 국도 3호선
- 국도 495호선